# Dolmen de Plassen-Barac'h
Le dolmen de Plassen-Barac'h, appelé aussi Lit de Saint-Yves ou Gwelew-Sant-Erwan, est un dolmen situé à Louannec dans le département français des Côtes-d'Armor.

## Description
Le dolmen est complètement ruiné. Il en demeure six piliers dont trois intégrés dans le talus d'un bord de chemin. Selon la description donnée par A. L. Harmois, le dolmen comportait une table reposant sur deux supports, un troisième ayant été déjà détruit, et l'ensemble était entouré par un cercle de pierre.

## Folklore
Selon la tradition, Saint-Yves, qui fut recteur de la paroisse de Louannec, venait s'y reposer après ses prédications. Un jour, un habitant de la ferme voisine voulut lui donner un coup de bêche mais Saint-Yves para le coup en posant sa main sur une pierre du dolmen. Saint-Yves maudit l'homme en lui assurant que sa postérité aurait les cheveux rouges jusqu'à la neuvième génération. La pierre aurait conservé la trace du coup de bêche et de l’empreinte de la main de Saint-Yves.